# خوخ الدب
خوخ الدب (الاسم العلمي:  Prunus ursina)) هو نوع من الأشجار ينتمي لفصيلة الخوخ، وموطنه الأصلي هو غابات غرب آسيا، من تركيا إلى سوريا وفلسطين ولبنان.

## معنى الاسم
Prunus، في اللاتينية، وهو مصطلح مستمد من اليونانية، يعني شجرة البرقوق. أما Ursina مشتقة من "ursus"، أي الدب، وسميت الشجرة بهذا الاسم كإشارة لأحد الأطعمة المفضلة للدب.

## وصف
خوخ الدب تعتبر شجيرة نفضية أو شجرة صغيرة يصل ارتفاعها من 4 إلى 8 أمتار؛ أغصانها متفرعة للغاية وتكون شائكة في بعض الأحيان. تكون الأغصان مخملية الملمس وأوراقها بيضاوية ومتطاولة الشكل. تنتج شجرة خوخ الدب زهور بيضاء متزاوجة خلال فصل الربيع. فاكهتها تكون كروية الشكل وعرضها 2 - 3 سم، يتحول لون الثمار إلى أصفر أو برتقالي داكن عندما تنضج، ولكنها تعتبر كريهة المذاق وقد تكون سامة إذا تم استهلاكها بشكل مفرط. 

## الاستخدامات
يمكن استخدام ثمار شجرة خوخ الدب للحصول على صبغة رمادية داكنة، بينما يمكن استعمال الأوراق للحصول على صبغة خضراء. تحتوي النباتات الموجودة في فصيلة Prunus على أميغدالين وبروناسين، وهي مواد تتحلل في الماء لإنتاج سيانيد الهيدروجين. سيانيد الهيدروجين مادة كيميائية عديمة اللون وسامة للغاية وهي المسؤولة عن إعطاء ثمار اللوز نكهتها. توجد هذه المركبات بشكل رئيسي في الأوراق والبذور ويمكن تمييزها من خلال مذاقها المر. عادة، تكون موجودة بكمية صغيرة جدًا بحيث لا تسبب أي ضرر، ولكن لا ينبغي أن تؤكل أي بذور أو ثمار مريرة للغاية.
استهلاك كميات صغيرة من سيانيد الهيدروجين يحفز التنفس ويحسن الهضم. الاستهلاك المفرط لهذه المادة يعتبر سام ويمكن أن يؤدي لفشل الجهاز التنفسي والموت.

## زراعة
تثمر شجيرة خوخ الدب بشكل أفضل عند زراعتها في مكان يتعرض للشمس بشكل كبير ولكنها تثمر بشكل ناجح نسبيا أيضا عند زراعتها في مكان يتخلله الظل. تنتج هذه الشجرة جذور ماصة في حالة تلف جذورها الضحلة. الفطر العسلي هو من بين الآفات التي تهدد جنس هذه الاشجار. تحتاج البذور إلى 2-3 أشهر من التهيئة حتى تنتج شروش وتنبت. 